# Skalka u Doks
Skalka u Doks település Csehországban, Česká Lípa-i járásban. Skalka u Doks Doksy, Vrchovany, Chlum és Dubá településekkel határos. Lakosainak száma 177 fő (2024. január 1.).

## Népesség
A település lakosságának változását az alábbi diagram mutatja:
| Lakosok száma | 399  | 286  | 268  | 139  | 112  | 147  | 166  | 161  | 168  | 177  |
|               | 1869 | 1900 | 1921 | 1961 | 1980 | 2011 | 2016 | 2019 | 2021 | 2024 |